# ソンドラ・ロック
ソンドラ・ロック（Sondra Locke、1944年5月28日 - 2018年11月3日）は、アメリカ合衆国テネシー州出身の女優、映画監督。

## 略歴
1968年の『愛すれど心さびしく』で、映画初出演にもかかわらずアカデミー助演女優賞にノミネートされた。1976年の『アウトロー』撮影中に監督であったクリント・イーストウッドと交際をはじめ、その後12年の間、一緒に暮らし、イーストウッドの映画にも多く出演した。やがて二人が別れた後、ロックは1986年から数本の映画を監督しているが、出演作は1999年が最後である。
2018年11月3日、乳がんと骨肉腫による心不全でロサンゼルスの自宅で死去。74歳没。

## 出演及び監督作品
- 愛すれど心さびしく The Heart Is a Lonely Hunter (1968)
- 濡れた欲望 Cover Me Babe (1970)
- ウイラード Willard (1971)
- 恐怖の影 A Reflection of Fear (1972)
- The Gondola (1973) ※テレビ映画
- The Second Coming of Suzanne (1974)
- アウトロー The Outlaw Josey Wales (1976)
- ガントレット The Gauntlet (1977)
- メイク・アップ Death Game (1977)
- チカラ The Shadow of Chikara (1977)
- ダーティファイター Every Which Way But Loose (1978)
- 20年目の疑惑/女子大生寮に秘められた6人の過去 Friendships, Secrets and Lies (1979) ※テレビ映画
- ブロンコ・ビリー Bronco Billy (1980)
- ダーティファイター 燃えよ鉄拳 Any Which Way You Can (1980)
- Rosie:The Rosemary Clooney Story (1982) ※テレビ映画
- スザンヌ Suzanne (1982)
- ダーティハリー4 Sudden Impact (1983)
- 世にも不思議なアメージング・ストーリー Amazing Stories (1986)

※テレビドラマ：クリント・イーストウッド監督作品『亡き妻の肖像…魂が棲む画』に主演
- ラットボーイ Ratboy (1986) ※兼監督
- Tales of the Unexpected (1987) ※テレビ映画
- インパルス Impuls (1990) ※監督のみ
- ブレイクアウト Do Me A Favor (1996)　※監督のみ
- エスケープ・フロム・タウン/どこか遠くへ Clean and Narrow (1999)
- プロフェッツ・ゲーム/殺人予告 The Prophet's Game (1999)
- ノック・ノック Knock Knock (2015) ※製作総指揮
- Ray Meets Helen (2016)